# Działki (Kętrzyn)
Działki (deutsch Rastenburgsfelde) ist ein Ort in der polnischen Woiwodschaft Ermland-Masuren. Er gehört zur Gmina Kętrzyn (Landgemeinde Rastenburg) im Powiat Kętrzyński (Kreis Rastenburg).

## Geographische Lage
Działki liegt in der nördlichen Mitte der Woiwodschaft Ermland-Masuren, drei Kilometer nördlich der Stadt Kętrzyn (deutsch Rastenburg).

## Geschichte
Rastenburgsfelde war eines der Abbaugüter in der ostpreußischen Stadt Rastenburg, der der Ort bis 1945 zugehörte.
Es handelte sich um einen mittleren Hof, der noch bis zum 19. Mai 1836 „Abbau Steinert“ hieß.
Im Jahre 1905 zählte Rastenburgsfelde 15 Einwohner.
Mit der Abtretung des gesamten südlichen Ostpreußen an Polen erhielt Rastenhurgsfelde 1945 die polnische Namensform „Działki“. Bis 1975 war der Ort in die Stadt Kętrzyn eingegliedert, um dann als kleiner Ort innerhalb der Gmina Kętrzyn (Landgemeinde Rastenburg) im Powiat Kętrzyński mehr Eigenständigkeit zu erlangen – von 1975 bis 1998 der Woiwodschaft Olsztyn, seither der Woiwodschaft Ermland-Masuren zugeordnet.

## Kirche
Bis 1945 war Rastenburgsfelde in die evangelische Pfarrkirche Rastenburg in der Kirchenprovinz Ostpreußen der Kirche der Altpreußischen Union sowie in die römisch-katholische St.-Katharinen-Kirche Rastenburg im Bistum Ermland eingepfarrt.
Heute gehört Działki sowohl katholischerseits als auch evangelischerseits zu den Pfarreien in Kętrzyn – im jetzigen Erzbistum Ermland bzw. in der Diözese Masuren der Evangelisch-Augsburgischen Kirche in Polen.

## Verkehr
Działki liegt an einer Nebenstraße, die die Stadt Kętrzyn mit Bałtrucie (Rastenburgswalde) verbindet. Kętrzyn ist auch die nächste Bahnstation und liegt an der – jetzt erst ab Korsze (Korschen) befahrenen – Bahnstrecke Głomno–Białystok.